# Léon Tutundjian
Léon Tutundjian (né en 1905 à Amasya, Empire ottoman, et mort en 1968 à Écublens,) est un artiste peintre avant-gardiste, pionnier de l'art abstrait.
Il est d'origine arménienne et a vécu presque toute sa vie en France.

## Biographie
En 1929, Tutundjian fut l'un des fondateurs du groupe Art Concret avec Otto Gustav Carlsund, Theo van Doesburg et Jean Hélion. Il rejoignit ensuite le groupe Abstraction-Création.
Léon Tutundjian (1905-1968) quitte Constantinople vers 1922. Sur le chemin de l'exil, d'abord dans un orphelinat en Grèce (où il monte une chorale et un orchestre), puis au monastère arménien de San Lazzaro à Venise, il apprend les techniques de la céramique et de la peinture sur tissus.
Arrivé à Paris vers 1923, il se lie d'amitié avec Ervand Kotchar, d'origine arménienne, puis avec le Géorgien David Kakabadzé, leur aîné. Ces deux artistes vont avoir une influence considérable sur Tutundjian, d'une part en l'incitant à fréquenter les lieux et les acteurs de la scène artistique parisienne, d'autre part en lui transmettant des procédés (aérographe, tamponnage sur tissu) et des formes (formes organiques).
Ce précurseur, maîtrisant et sublimant de nombreuses techniques, a produit une œuvre d’une très grande sensibilité et d’une grande diversité, dont la délicatesse perce aussi bien dans la période dite abstraite, que dans la période surréaliste.
Qu’il s’agisse des collages, des dessins, des gouaches, des huiles, son travail traverse l’abstraction géométrique, l’abstraction cosmique, l’art biomorphique, l’art concret, l’écriture automatique, le tachisme, le surréalisme.
Ce sont surtout ses sculptures murales, dites « reliefs », réalisées essentiellement en 1929, qui restent aujourd’hui un témoignage majeur de sa contribution à l’histoire de l’art.
Homme sans concession, d’une rare exigence intérieure, fortement influencé par les grandes découvertes scientifiques, Léon Tutundjian s’est toujours situé en marge du monde et du marché de l’art, et ce, malgré son rôle d’avant-gardiste et la reconnaissance de ses pairs parmi lesquels Arp, Calder, Carlsund, Hélion, Herbin, Van Doesburg.

## Expositions
Le pétrole vu par 100 peintres , Musée Galliera, Paris, octobre 1959 ; œuvre présentée : Méditation sur le pétrole.

## Hommages
Une Fondation Léon Tutundjian ainsi qu'un comité Léon Tutundjian ont été créés en 2017, à l'initiative du galeriste de la rue Mazarine, Alain Le Gaillard.